# Tát
Tát è un comune dell'Ungheria di 5.479 abitanti (dati 2001). È situato nella contea di Komárom-Esztergom, nell'Ungheria settentrionale.

## Amministrazione

### Gemellaggi
- Buseck, Germania
- Molln, Austria
- Ebed, Slovacchia